# تیفوسی

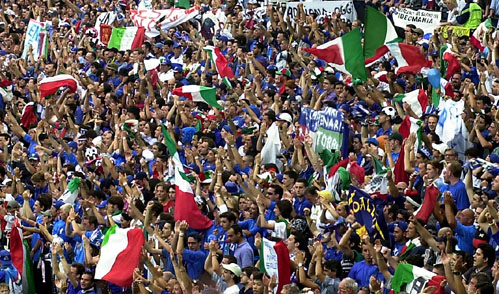
تیفوسی‌های تیم ملی فوتبال ایتالیا در یورو ۲۰۰۰

تیفوسی (ایتالیایی: Tifosi) به گروهی پرشور از طرفداران و تماشاچیان به ویژه زمانی که تیفو تشکیل دهند، می‌گویند.

## واژه‌شناسی
تیفوسی در زبان ایتالیایی به معنای شخصی است که به بیمار تیفوس مبتلا است گفته می‌شود، علاوه‌بر آن به شخصی که پر تب‌وتاب رفتار می‌کند، گفته می‌شود.